# Reste der Stadtbefestigung Weimar

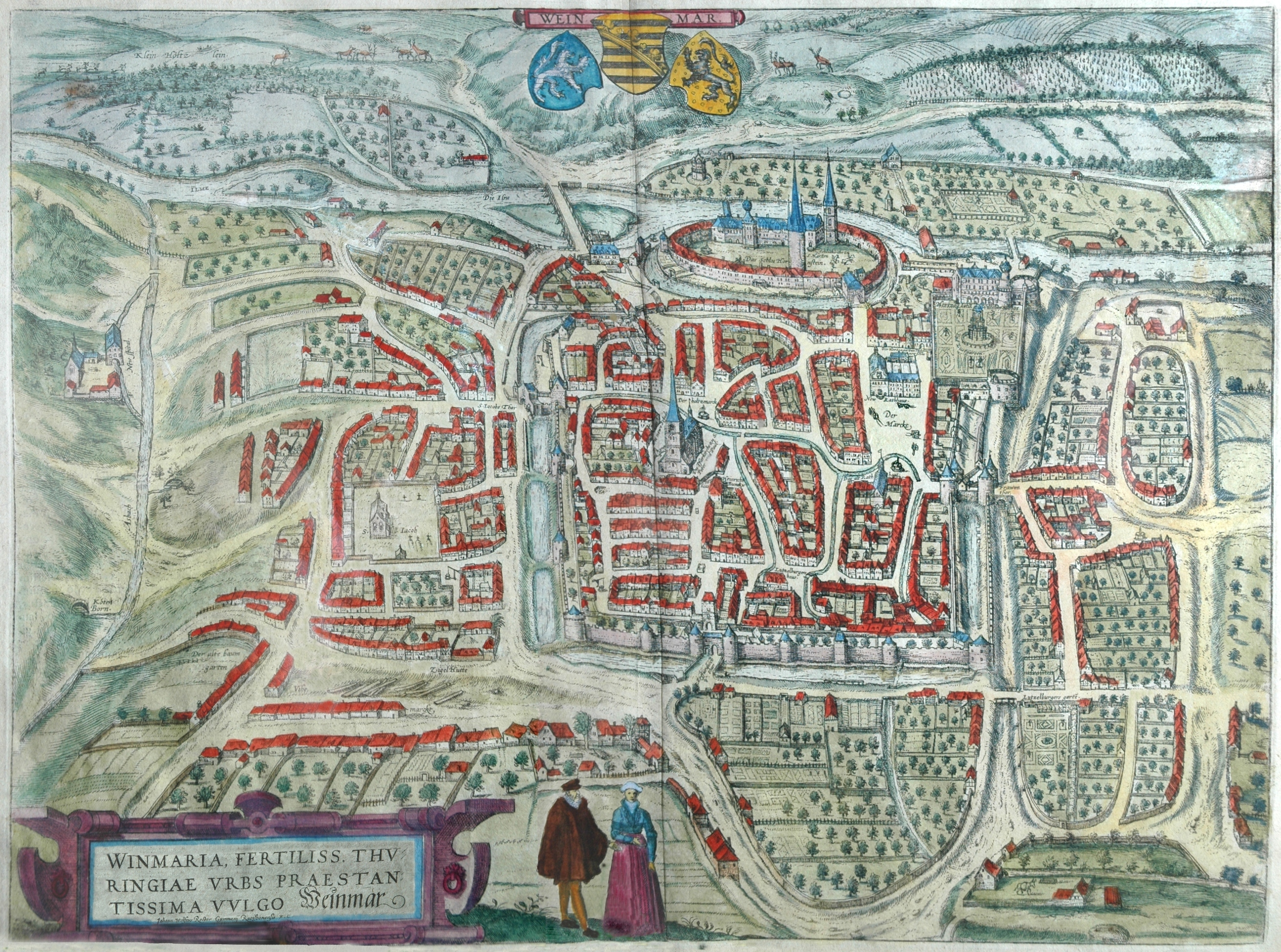
Stadtplan von Johannes Wolf von 1559

## Geschichte
Der Bau der Stadtbefestigung in Weimar begann vermutlich im 13. Jahrhundert an der Burg Hornstein. Das waren zunächst Holzpalisaden, von deren kegelförmigen Enden die Namen Kegeltor, Kegelplatz und Kegelbrücke abgeleitet werden. Aus der Burg Hornstein wurde im 17. Jahrhundert die Wilhelmsburg, und nach dem Schlossbrand 1774 das bis in die erste Hälfte des 19. Jahrhunderts errichtete Weimarer Stadtschloss, wie es heute zu sehen ist. Die Stadtbefestigung entwickelte sich ringartig unter Ausschluss der Jakobsvorstadt. Ihre heute bekannte Ausdehnung erlangte sie erst im 14. Jahrhundert. An der Anlage wurde bis zur Mitte des 16. Jahrhunderts gebaut. Die ältere Stadtbefestigung verlief vom Kasseturm, am heutigen Goetheplatz, dem Graben der heutigen Wielandstraße, Schillerstraße und Puschkinstraße bis zum Bibliotheksturm. Hinter der Stadtmauer befand sich ein 8 bis 10 Meter breiter innerer Mauergürtel, wo sich im Falle der Belagerung die Verteidiger aufhalten sollten, während in friedlichen Zeiten das Gelände gärtnerisch genutzt wurde. Der Bibliotheksturm, der 1435 entstand, ist der älteste nachweisbare Teil der Weimarer Stadtbefestigung, der in Stein errichtet wurde. Dieser Ring wurde im 16. Jahrhundert erweitert. 
Die Befestigungsanlage wurde zu den größten Teilen als Folge des Siebenjährigen Krieges unter der Regentschaft der Herzogin Anna Amalia niedergelegt. Zwei Türme der alten Stadtbefestigung und nur geringe Teile der Stadtmauer am Graben blieben erhalten. Der größte Teil der alten Befestigungsanlage wurde zum Häuserbau verwendet. Auch der Stadtgraben, der die Mauer umgab, wurde verfüllt. Modernen Waffen wäre die Befestigungsanlage ohnehin nicht mehr gewachsen gewesen.
Die Türme wurden umgebaut und sind als Kasseturm und Stadtturm bekannt. Letzterer ist Magazinturm der Herzogin-Anna-Amalia-Bibliothek. Nur an einem Abschnitt am Graben ist noch ein halbrunder Abschnitt zu sehen, der möglicherweise ein Überrest eines Wachturms ist. Teile der nördlichen Stadtmauer sind erhalten geblieben. Auf dem alten Stadtplan von 1569 von Johannes Wolf ist die alte Ringmauer mit den Türmen und Stadttoren deutlich erkennbar. Die Stadttore sind nur noch in Straßennamen wie Kegeltor, Jakobstor am Ende der heutigen Kaufstraße und das Frauentor erhalten geblieben. Auch das mit der Lage des Torhaus an der Erfurter Straße nicht identische Erfurter Tor ist auf dem Plan von Wolf von 1569 eingezeichnet als Teil des Stadtmauerrings. (Das Torhaus an der Erfurter Straße entspricht der Lage des Äußeren Erfurter Tores.) Dieser war im 16. Jahrhundert dazugekommen als der Staumauerring erweitert wurde. Verwendet wurden zu ihrem Bau einheimische Gesteinsarten wie Kalkstein.

Reste der Stadtbefestigung
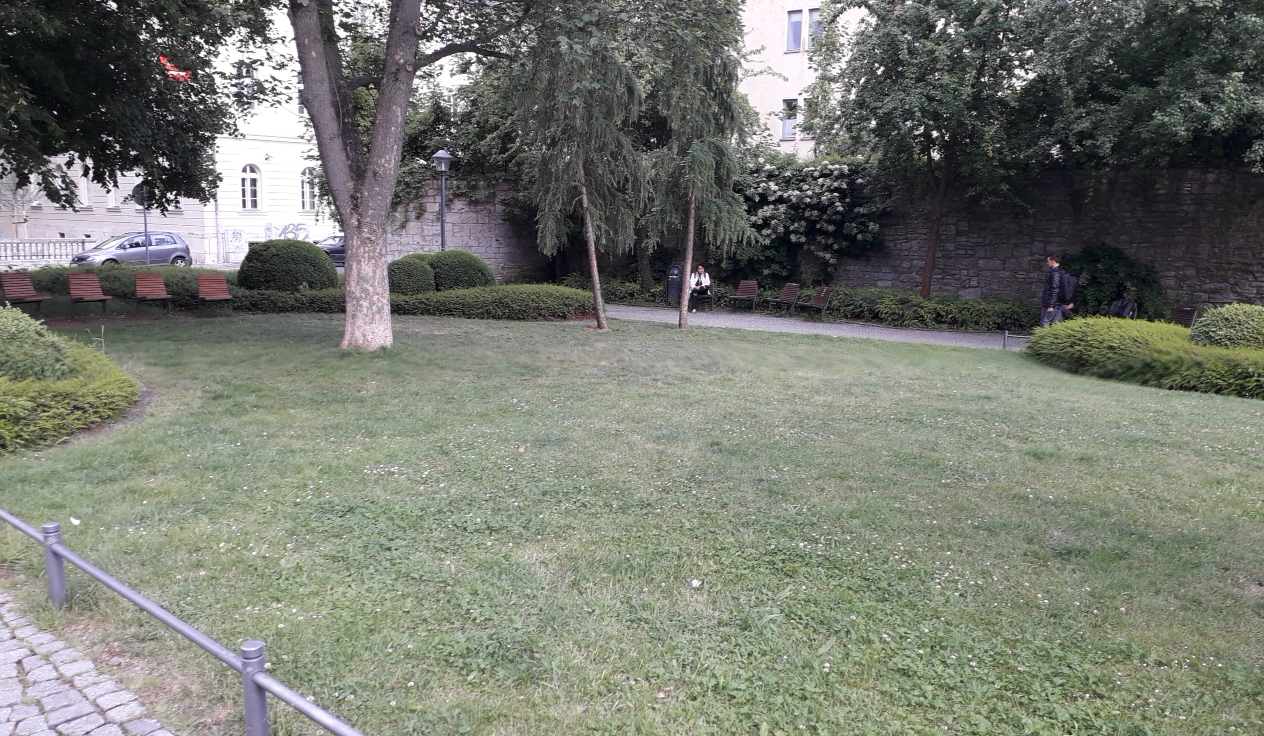
Stadtmauerreste am Graben
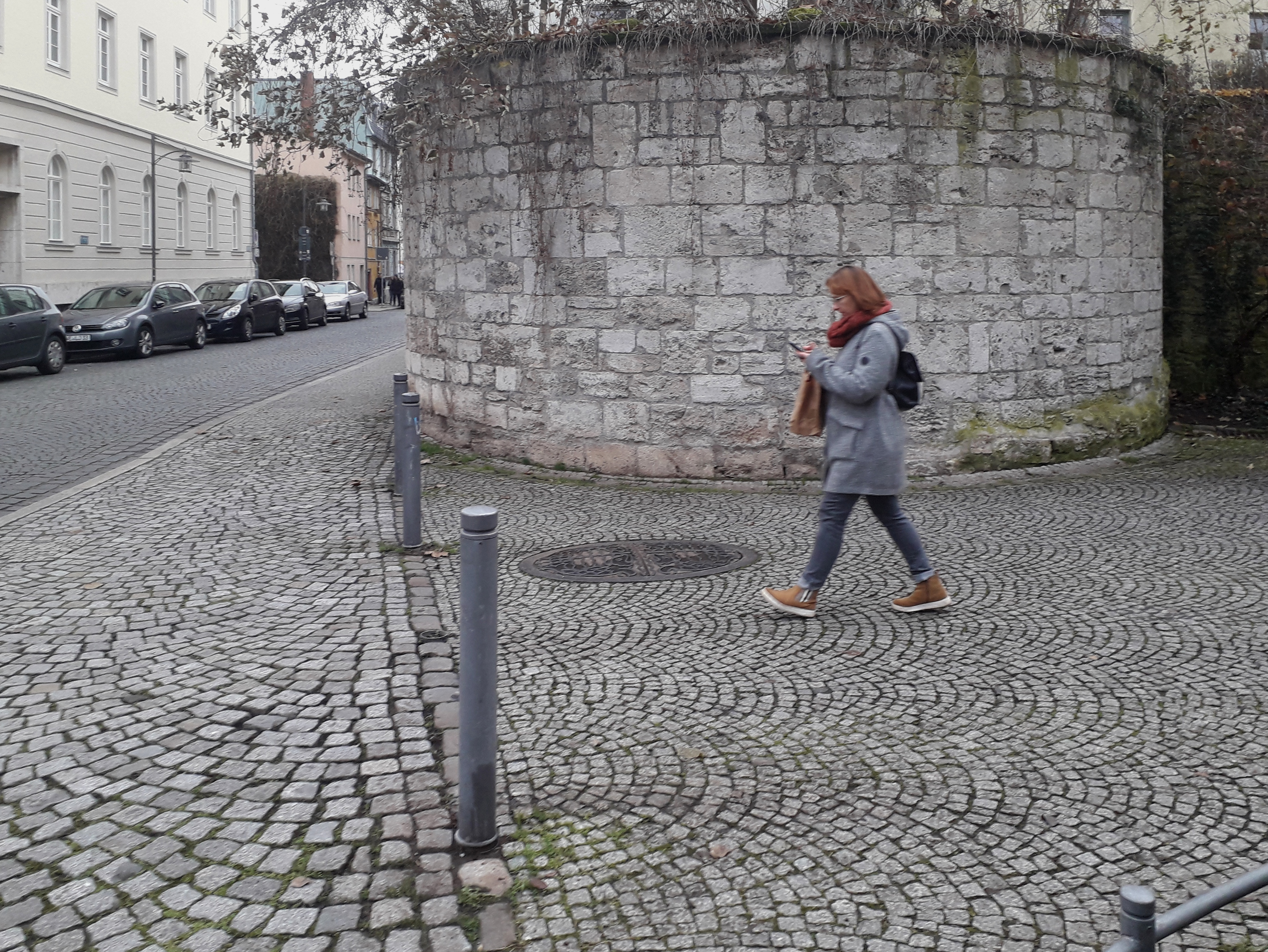
Stadtmauerteil am Graben am Eingang zur Karlstraße
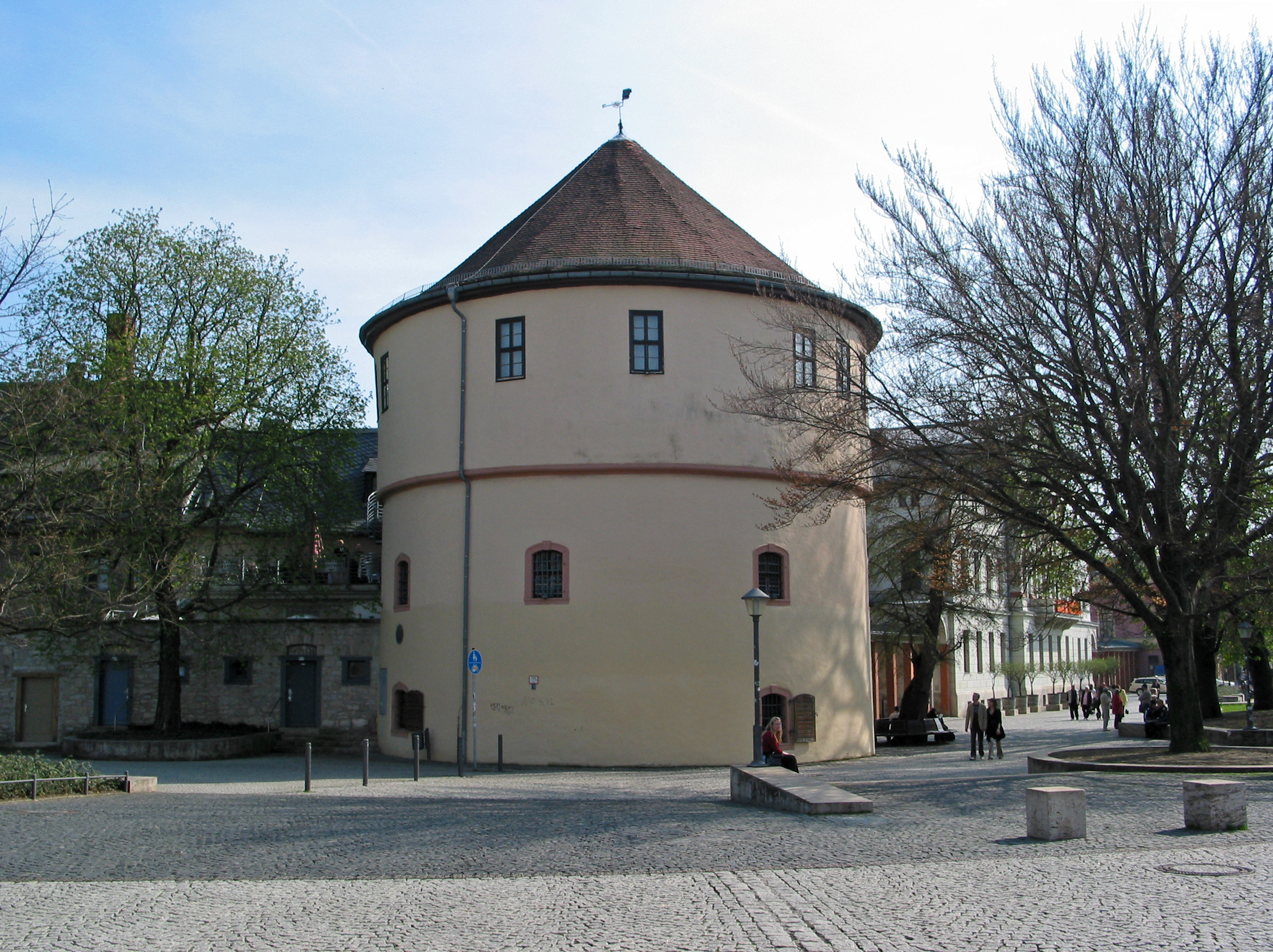
Kasseturm
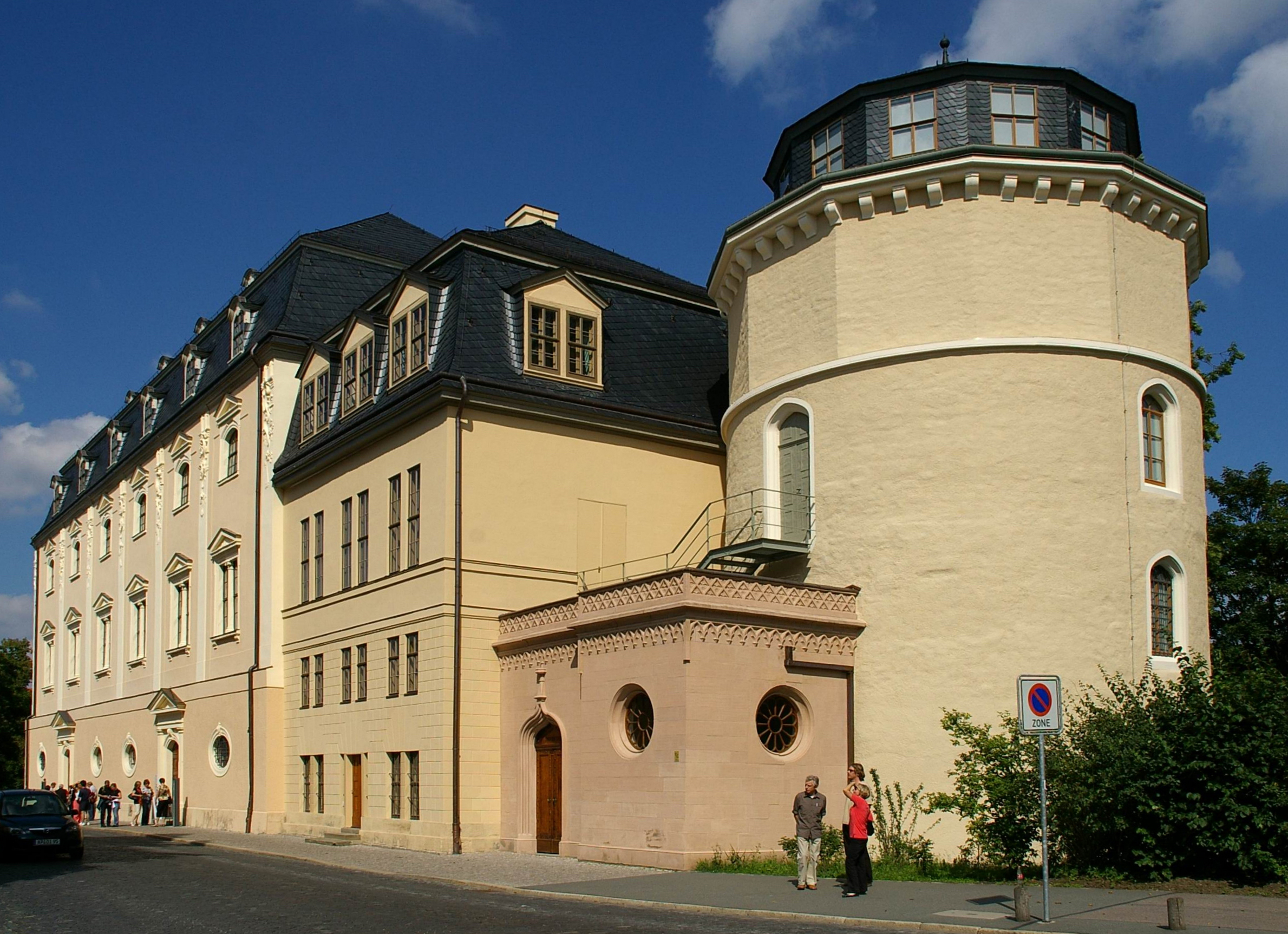
Bibliotheksturm der Herzogin-Anna-Amalia-Bibliothek

Sämtliche hier erwähnten Teile der Reste der mittelalterlichen Stadtbefestigung stehen auf der Liste der Kulturdenkmale in Weimar (Einzeldenkmale). Die Stadtbefestigung als Ganzes steht zudem auf der Liste der Kulturdenkmale in Weimar (Sachgesamtheiten und Ensembles).